# Museu de la Vagina
El Museu de la Vagina és el primer museu de maó i morter del món sobre l'⁣aparell reproductor femení. El projecte té la seu al Regne Unit i es va traslladar a la seva primera ubicació fixa a Camden Market a Londres, l'octubre de 2019. La seva primera exposició es va inaugurar el 16 de novembre de 2019. Es va traslladar al seu segon local a Bethnal Green el 19 de març de 2022 i va estar obert al públic fins al dimecres, 1 de febrer de 2023. Va reobrir a la seva propera casa a llarg termini en dos arcs de ferrocarril a Bethnal Green el 4 de novembre de 2023.

## Descripció
El Museu de la Vagina es va fundar com a resposta a la manca de representació ginecològica en el sector de la cultura i el patrimoni arreu del món. El museu acostuma a acollir dues exposicions temporals a l'any que exploren multitud de temes relacionats amb la salut ginecològica, la història social, l'activisme i el discurs, així com un programa d'esdeveniments de xerrades, tallers, comèdia, teatre i performance.

## Història
El projecte per crear el Museu de la Vagina es va posar en marxa quan la fundadora, Florence Schechter, va descobrir que hi havia un museu del penis a Islàndia, el Museu Falològic d'Islàndia, però no hi havia cap equivalent per a la vagina o la vulva.

### 2017–2018: fase emergent
El primer esdeveniment del museu, una recaptació de fons de comèdia, es va celebrar el 19 de maig de 2017, encapçalat per Hayley Ellis. Des de llavors, ha organitzat diversos esdeveniments, inclosa la participació en una residència amb The Mothership Group anomenada Superculture. Els actes d'aquesta residència han inclòs una xerrada sobre "Vulvanomics" a càrrec d'Emma LE Rees, autora de The Vagina: A Literary and Cultural History, i una projecció de la pel·lícula de 2007 Teeth (vegeu vagina dentata) seguida d'un Q&A amb Amanda DiGioia, l'autor de Part i criança en textos de terror: els marginats i els monstruosos i diverses comèdies nits. També han celebrat esdeveniments al Limmud Festival 2017 i a la Royal Institution.
El museu va fer la seva primera exposició l'agost de 2017 a Edimburg, Escòcia. La seva segona exposició emergent es va anomenar "Is Your Vagina Normal?", i va viatjar pel Regne Unit fins a Ancient House, Thetford, Brainchild Festival 2018, SQIFF 2018, i Museums Association Conference 2018.
Als premis Women of the Future 2017, Schechter va ser elogiada en la categoria d'arts i cultura pel seu treball amb el Vagina Museum.
A permanent museum was proposed with exhibitions on gynaecological anatomy from science to art to culture, which was to be trans-inclusive.

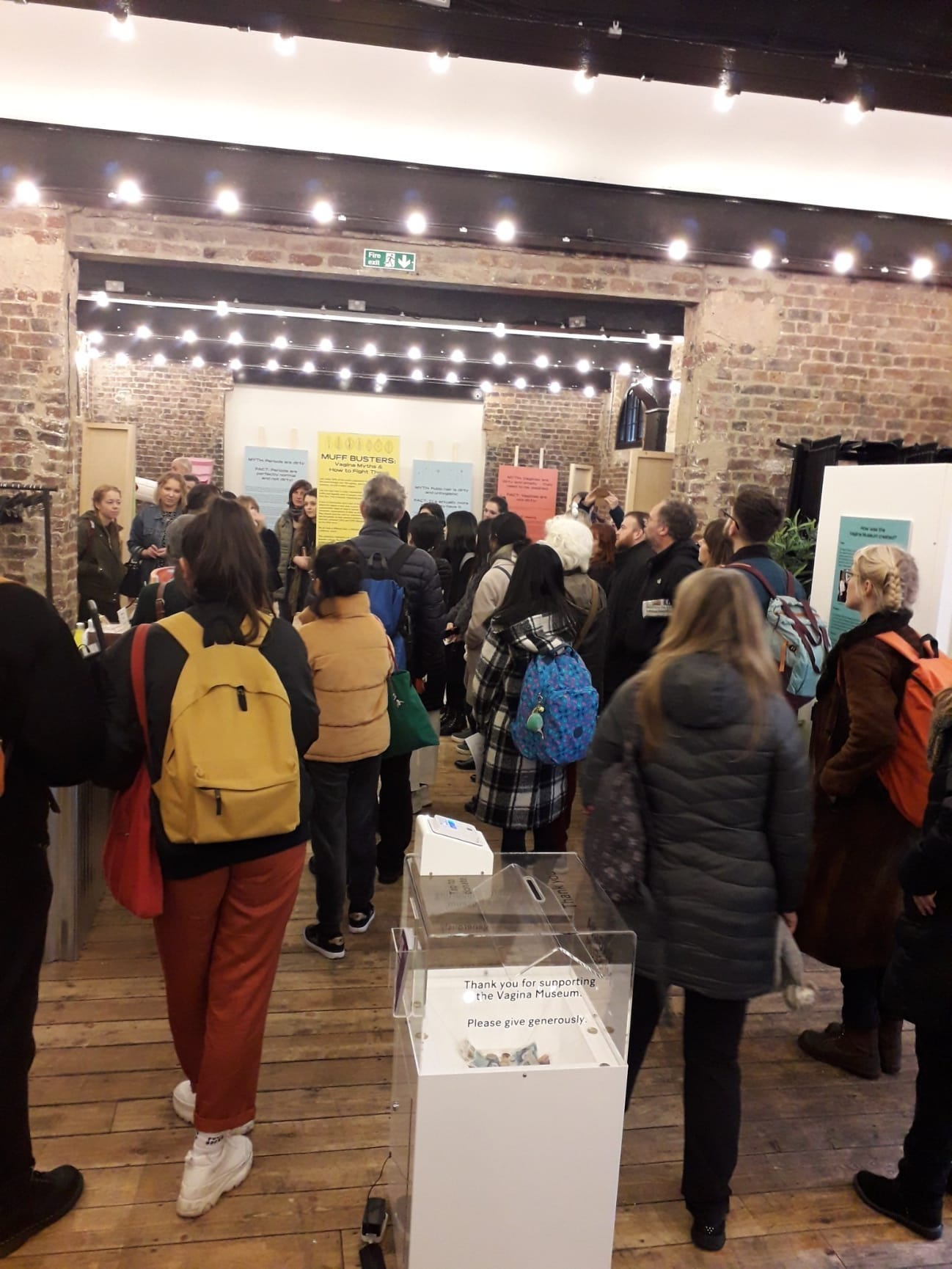
Visitants a l'exposició inaugural "Muff Busters - Vagina Myths and How to Fight Them".

### 2019: locals del mercat de Camden
El 21 de març de 2019, el Vagina Museum va llançar un micromecenatge per recaptar diners per obrir un local al mercat de Camden.
El projecte va comptar amb el suport del Consell de Camden i la líder del Consell de Camden, Georgia Gould, va dir:
| « | (anglès) Camden has a proud and radical history of challenging prejudice and orthodoxy, however, we acknowledge that the stigma associated with talking about gynaecological health has meant ignorance, confusion, shame, and poor medical care for too many. 65% of 16-to-25 year olds say they have a problem using the word vagina or vulva with almost half of 18-to-24 year old women say they are too embarrassed to talk about sexual health issues. We are therefore incredibly excited that the Vagina Museum is seeking to establish in Camden, and hope that it is funded to provide an inclusive and intersectional centre for learning, creativity, activism, and outreach that will add immeasurably to our collective understanding of our bodies. | (català) Camden té una història orgullosa i radical de desafiar els prejudicis i l'ortodòxia, però, reconeixem que l'estigma associat a parlar de salut ginecològica ha significat ignorància, confusió, vergonya i mala atenció mèdica per a massa. El 65% dels joves de 16 a 25 anys diuen que tenen problemes amb la paraula vagina o vulva, i gairebé la meitat de les dones de 18 a 24 anys diuen que tenen massa vergonya per parlar de problemes de salut sexual. Per tant, estem increïblement entusiasmats amb el fet que el Museu de la Vagina pretén establir-se a Camden i esperem que estigui finançat per proporcionar un centre inclusiu i interseccional per a l'aprenentatge, la creativitat, l'activisme i la divulgació que s'afegirà de manera incommensurable a la nostra comprensió col·lectiva dels nostres cossos. | » |

El micromecenatge va recaptar 48.945 de lliures i l'octubre de 2019, el museu es va traslladar a Camden Stables Market i va començar un programa d'esdeveniments. Va obrir la seva primera exposició, Muff Busters: vagina myths and how to combat them el novembre de 2019. Aquesta exposició estava programada per finalitzar el 29 de març de 2020, però es va tancar uns dies abans a causa de les restriccions de bloqueig nacionals al Regne Unit. La següent exposició, Períodes: una breu història obert el 21 de maig de 2021.
L'agost de 2021, el museu va anunciar que el seu propietari havia decidit no prorrogar el seu contracte d'arrendament més enllà de setembre. El lloc del mercat de Camden va tancar, però el museu va mantenir la seva presència en línia mentre buscava un nou local. El 22 de febrer de 2022, va anunciar un trasllat al número 18 de Victoria Park Square a Bethnal Green i una data de reobertura prevista per al 19 de març de 2022.

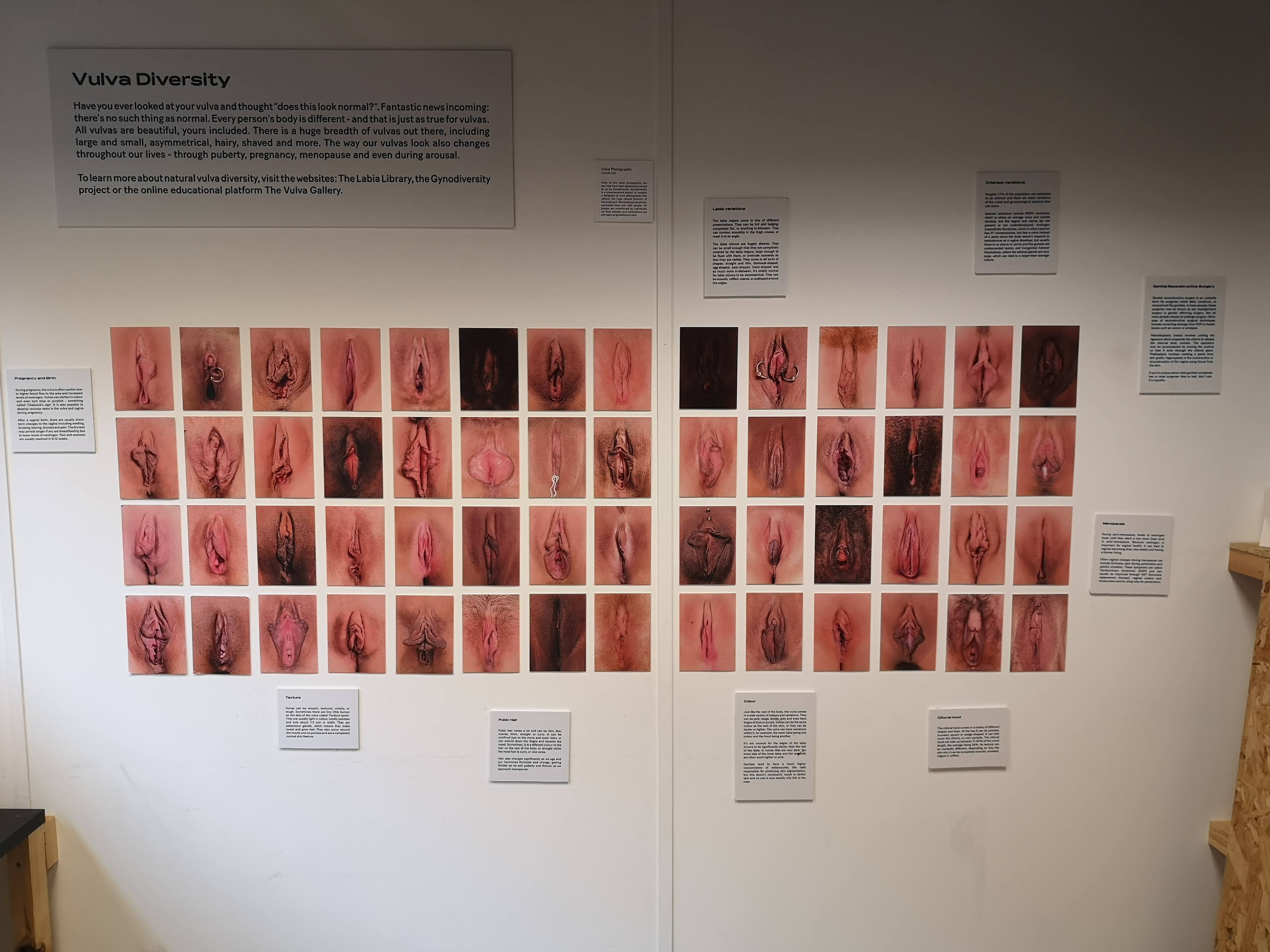
Exhibició de la diversitat de la vulva a l'exposició permanent a la ubicació de Victoria Park Square.

### 2022–2023: Victoria Park Square, locals de Bethnal Green
El 19 de març, el Museu de la Vagina va reobrir al número 18 de Victoria Park Square a Bethnal Green. El museu va obrir amb la seva exposició Periods: A Brief History, juntament amb una nova exposició permanent titulada From A to V. Abans de la reobertura, el museu s'anunciava a les cartelleres dels voltants amb jocs de paraules descarats sobre altres negocis locals de la zona.
El Museu de la Vagina va tancar les seves instal·lacions originals de Bethnal Green el 2 de febrer de 2023.

### 2023-present: carrer Poyser, locals de Bethnal Green
Després d'una campanya de recaptació de fons l'any 2023 que va recaptar més de 85.000 lliures en què més de 2.500 persones van fer donacions, el museu va trobar nous locals al carrer Poyser, Bethnal Green. Va signar un contracte d'arrendament amb The Arch Co per sis anys. El museu va reobrir el novembre de 2023, inicialment a la planta baixa només perquè encara no hi havia ascensors. Es preveuen diverses exposicions temporals, amb la primera sobre l'endometriosi. La seva primera exposició a la seva galeria temporal, titulada "Endometriosi: Into The Unknown" es va crear en col·laboració amb Oxford EndoCare, part del Departament de Salut de la Dona i Reproductiva de Nuffield, i el Wellcome Center for Human Genetics amb seu a la Universitat d'Oxford.
El 2024, el Museu de la Vagina va obrir dues galeries més, una "galeria comunitària" i una galeria d'exposicions permanents. L'octubre de 2024, amb motiu del Mes de la Història Negra, el Museu va anunciar que les galeries portarien el nom de les Mares de Ginecologia, Anarcha, Lucy i Betsey.